# Пашова
Пашова (пол. Paszowa) — бойківське село на перетині етнічних українських територій Лемківщини і Бойківщини. Зараз знаходиться в Польщі, у гміні Вільшаниця Ліського повіту Підкарпатського воєводства.
Населення — 322 особи (2011).

## Історія
Ймовірно, поселення існувало ще за часів Галицької Русі. На межі XIV і XV ст. руські терени були захоплені польською короною.
У 1772-1918 рр. — у складі Австрії і Австро-Угорщини. У 1886 р. в селі було 142 будинки, проживали 803 греко-католики, 41 римо-католик і 49 юдеїв.
У 1919-1939 рр. — у складі Польщі, належало до Ліського повіту Львівського воєводства.
На 01.01.1939 у селі було 1410 жителів, з них 1310 українців-грекокатоликів, 55 українців-римокатоликів, 5 поляків і 40 євреїв. У середині вересня 1939 року німці окупували село, однак уже 26 вересня 1939 року мусіли відступити з правобережної частини Сяну, оскільки за пактом Ріббентропа-Молотова вона належала до радянської зони впливу. 27.11.1939 постановою Президії Верховної Ради УРСР село в ході утворення Дрогобицької області включене до неї. Територія ввійшла до складу утвореного 17.01.1940 Ліськівського району (районний центр — Лісько). Наприкінці червня 1941, з початком Радянсько-німецької війни, територія знову була окупована німцями. У вересні 1944 року радянські війська знову оволоділи територією села. В березні 1945 року територія віддана Польщі.
Все українське населення Пашова було насильно переселене зі своїх прадавніх земель в 1946 році в СРСР. Молодих чоловіків ще 1944-1945 р.р. було вислано на північ СРСР в сталінські концтабори на примусові роботи, в основному, на лісоповал. Решту незначну кількість мешканців, яким вдалось уникнути переселення в 1946, також насильно переселено 1947 року під час «Операції Вісла» на понімецькі території північної Польщі.
У 1975-1998 роках село належало до Кросненського воєводства.

## Демографія
Демографічна структура станом на 31 березня 2011 року:
|          | Загалом | Допрацездатний вік | Працездатний вік | Постпрацездатний вік |
| -------- | ------- | ------------------ | ---------------- | -------------------- |
| Чоловіки | 171     | 56                 | 109              | 6                    |
| Жінки    | 151     | 38                 | 91               | 22                   |
| Разом    | 322     | 94                 | 200              | 28                   |

## Церква Собору Матері Божої
Вперше згадка про церкву в с. Пашова зустрічається в документі за 1642 рік. Тоді це була дерев'яна філіальна церква. Наступна теж дерев'яна збудована у 18 ст. Значною мірою оновлена в 1902 році, поставлено іконостас роботи Володимира Павліковського. Освячена в 1905. Філіальна, належала до парафії в с. Тиряві Волоській. В 1934 році церква стала парафіяльною Ліського деканату Перемиської єпархії.
З 1947 року будівля церкви використовується, як костел. Зберігся іконостас 1902 року, бароковий головний вівтар І-ї пол. XVIII ст. з образом Сходження Духа Святого. В музеї-замку в м. Ланьцуті зберігається ікона XVIII ст. Христа Пантократора, а також 5 образів 1902 року з цієї церкви.